# مت ادلر
مت ادلر (به انگلیسی: Matt Adler) بازیگر مرد آمریکایی متولد ۸ دسامبر ۱۹۶۶ است.
او برای بازی در فیلمهایی در دهه ۱۹۸۰ مشهور شد.
او در فیلم پرواز مسیریاب و تابستان آب سفید بازی کرده است.